# Milovo
Milovo este un sat din comuna Bijelo Polje, Muntenegru. Conform datelor de la recensământul din 2003, localitatea are 110 locuitori (la recensământul din 1991 erau 115 locuitori).

## Demografie
În satul Milovo locuiesc 84 de persoane adulte, iar vârsta medie a populației este de 38,6 de ani (34,3 la bărbați și 43,6 la femei). În localitate sunt 30 de gospodării, iar numărul mediu de membri în gospodărie este de 3,67.
Populația localității este foarte eterogenă.
|  |

| Demografie | Demografie | Demografie |
| An         | Locuitori  | Locuitori  |
| ---------- | ---------- | ---------- |
|            |            |            |
|            |            |            |
|            |            |            |
|            |            |            |
| 1948       | 141        |            |
| 1953       | 155        |            |
| 1961       | 158        |            |
| 1971       | 167        |            |
| 1981       | 158        |            |
| 1991       | 115        | 115        |
| 2003       | 124        | 110        |

| \| Componența etnică conform recensământului din 2003[2] \| Componența etnică conform recensământului din 2003[2] \| Componența etnică conform recensământului din 2003[2] \| Componența etnică conform recensământului din 2003[2] \| Componența etnică conform recensământului din 2003[2] \| \| ----------------------------------------------------- \| ----------------------------------------------------- \| ----------------------------------------------------- \| ----------------------------------------------------- \| ----------------------------------------------------- \| \| \| \| \| \| \| \| Bosniaci \| Bosniaci \| \| 64 \| 58,18% \| \| Sârbi \| Sârbi \| \| 27 \| 24,54% \| \| Musulmani \| Musulmani \| \| 13 \| 11,81% \| \| Muntenegreni \| Muntenegreni \| \| 4 \| 3,63% \| \| necunoscută \| necunoscută \| \| 0 \| 0% \| |              |  |    |        |
| Componența etnică conform recensământului din 2003 |              |  |    |        |
| |              |  |    |        |
| Bosniaci | Bosniaci     |  | 64 | 58,18% |
| Sârbi | Sârbi        |  | 27 | 24,54% |
| Musulmani | Musulmani    |  | 13 | 11,81% |
| Muntenegreni | Muntenegreni |  | 4  | 3,63%  |
| necunoscută | necunoscută  |  | 0  | 0%     |